# Grand Prix Mińska
Grand Prix Mińska, znany również jako GP Minsk – coroczny jednodniowy wyścig kolarski, rozgrywany w latach 2015–2019 na Białorusi na trasach wokół Mińska.
Wyścig odbywał się w formule jednodniowej na trasach różnej długości wokół Mińska. Wszystkie edycje rozgrywane były z kategorią UCI 1.2 i znajdowały się w kalendarzu UCI Europe Tour.
Grand Prix Mińska organizowany był wspólnie z Minsk Cup – z reguły dzień wcześniej lub dzień po tej imprezie.
W 2020 zaplanowany na maj tego roku wyścig nie doszedł do skutku.

## Zwycięzcy
| Rok  | Pierwsze          | Drugie           | Trzecie               |          |
| ---- | ----------------- | ---------------- | --------------------- | -------- |
| 2015 | Siarhiej Papok    | Roman Majkin     | Wasilij Malinowski    |          |
| 2016 | Siarhiej Papok    | Andris Smirnovs  | Jauhienij Hutarowicz  |          |
| 2017 | Jauhienij Karalok | Norman Vahtra    | Emīls Liepiņš         |          |
| 2018 | Mikałaj Szumau    | Marek Rutkiewicz | Jauhienij Achramienka |          |
| 2019 | Norman Vahtra     | Martin Laas      | Jeorjos Buglas        |          |
| 2020 | odwołany          | odwołany         | odwołany              | odwołany |
| 2021 | odwołany          | odwołany         | odwołany              | odwołany |